# 長岡市立栖吉中学校
長岡市立栖吉中学校（ながおかしりつ すよしちゅうがっこう）は、新潟県長岡市悠久町に所在する市立中学校。

## 概要
1947年に開校。全校生徒数187名（1年62名・2年55名・3年70名、2008年度）。

## 沿革
- 1947年5月20日 - 栖吉村立栖吉中学校として開校。西片貝小学校・栖吉小学校・中沢小学校校舎で授業開始。
- 1948年6月15日 - 校舎第一期工事竣工、移転。
- 1948年10月20日 - 校舎第二期工事として屋内運動場竣工。
- 1948年11月15日 - 校章制定。
- 1949年6月30日 - 音楽室竣工。
- 1950年9月30日 - 校舎第三期工事竣工。
- 1950年12月1日 - 長岡市への編入合併に伴い現校名に改称。
- 1957年7月20日 - 創立10周年記念式典挙行、校歌制定（作詞：室橋音次郎、作曲：小杉久芳）。
- 1962年11月22日 - 理科・家庭科教室竣工。竣工式・創立15周年記念式典挙行。
- 1963年3月16日 - 校旗樹立式挙行。
- 1974年3月31日 - 校舎改築第一期工事竣工。
- 1974年5月17日 - 校舎改築第一期工事竣工式挙行。
- 1975年3月20日 - 校舎改築第二期工事竣工、移転。
- 1975年5月15日 - 新音楽室開き。
- 1976年12月5日 - 校舎改築第三期工事竣工。
- 1978年5月20日 - 新体育館竣工。
- 1978年6月25日 - 校舎改築完了記念式典・創立30周年記念式典挙行。
- 1979年7月21日 - プール竣工。
- 1982年5月20日 - 増築校舎（普通教室6）竣工。
- 1985年1月11日 - 科学部日本学生科学賞（文部大臣賞）受賞。
- 1988年1月9日 - 科学部日本学生科学賞受賞。
- 1989年1月13日 - 科学部日本学生科学賞受賞。
- 1993年10月20日 - コンピューター教室竣工。
- 1995年3月31日 - 給食室竣工。
- 1995年4月19日 - 完全給食開始。
- 1997年11月2日 - 創立50周年記念式典挙行
- 2003年9月25日 - 校舎大規模改修工事完了。
- 2004年10月23日 - 新潟県中越地震発生、住民約1300人が避難。
- 2005年8月 - 柔道全国大会出場。

## 通学区域
#外部リンクを参照。

### 進学前小学校
- 長岡市立栖吉小学校

## 交通
- 越後交通 長岡駅東口＝悠久山線「栖吉小学校前」より徒歩3分

## 著名な出身者
- 星野純子